# Marigné-Laillé
Marigné-Laillé ist eine französische Gemeinde mit 1618 Einwohnern (Stand: 1. Januar 2022) im Département Sarthe in der Region Pays de la Loire. Marigné-Laillé gehört zum Arrondissement Le Mans und zum Kanton Écommoy. Ihre Einwohner heißen Marignéens.

## Geografie
Marigné-Laillé liegt etwa 22 Kilometer südsüdöstlich des Stadtzentrums von Le Mans am Fluss Aune. Umgeben wird Marigné-Laillé von den Nachbargemeinden Saint-Mars-d’Outillé im Norden, Pruillé-l’Éguillé im Osten, Jupilles im Südosten, Beaumont-Pied-de-Bœuf im Süden und Südosten, Mayet im Süden und Südwesten sowie Écommoy im Westen.

## Bevölkerungsentwicklung
| Jahr      | 1962 | 1968 | 1975 | 1982 | 1990 | 1999 | 2006 | 2013 |
| Einwohner | 1474 | 1270 | 1223 | 1280 | 1304 | 1416 | 1511 | 1637 |

## Sehenswürdigkeiten
- Tumulus
- Kirche Saint-Pierre-aux-Liens aus dem 10. Jahrhundert mit Umbauten aus dem 12. und 16. Jahrhundert, Monument historique
- alte Poststation
- Schloss Le Ronceray
- Wald von Bercé

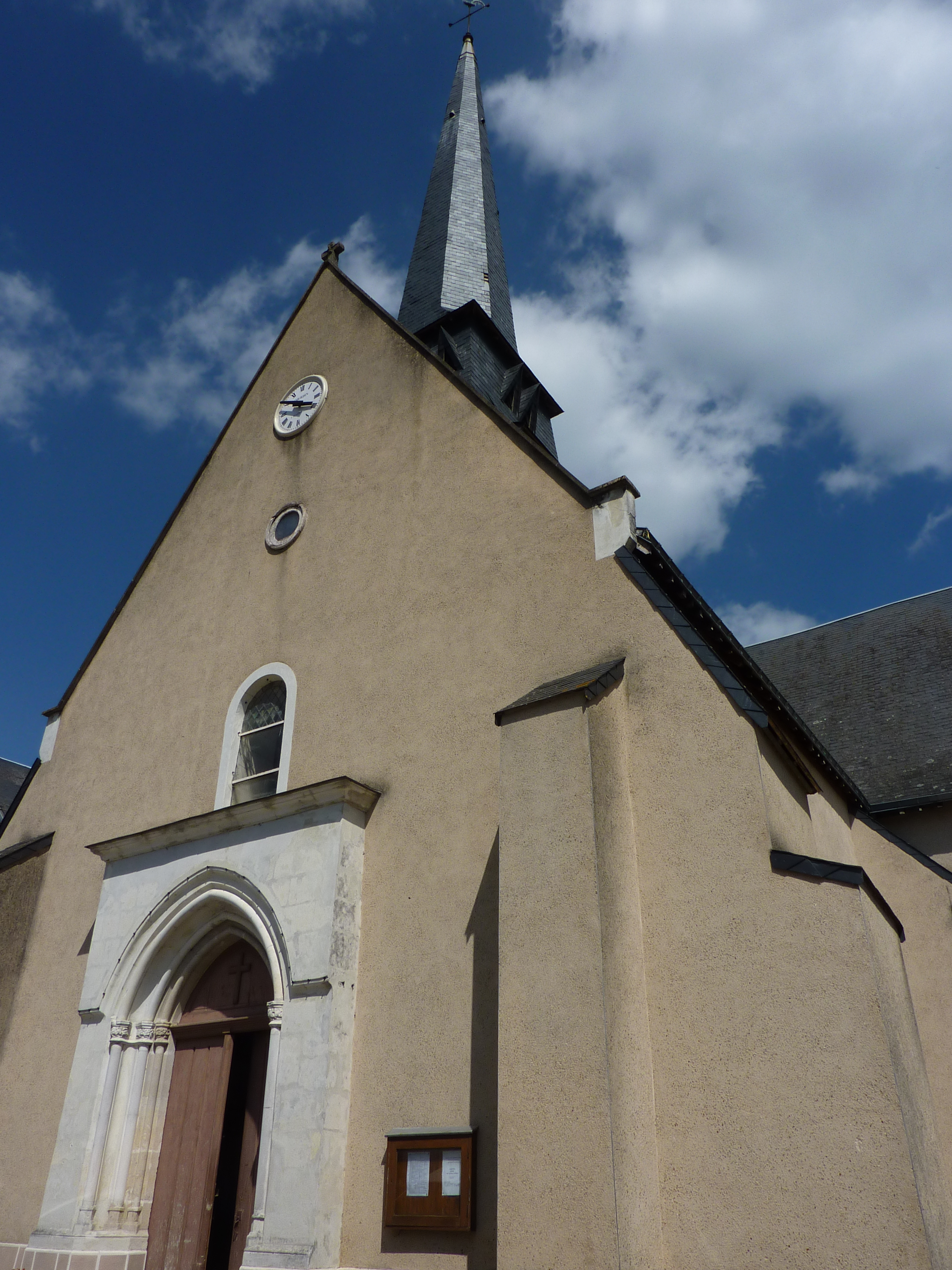
Kirche Saint-Pierre-aux-Liens
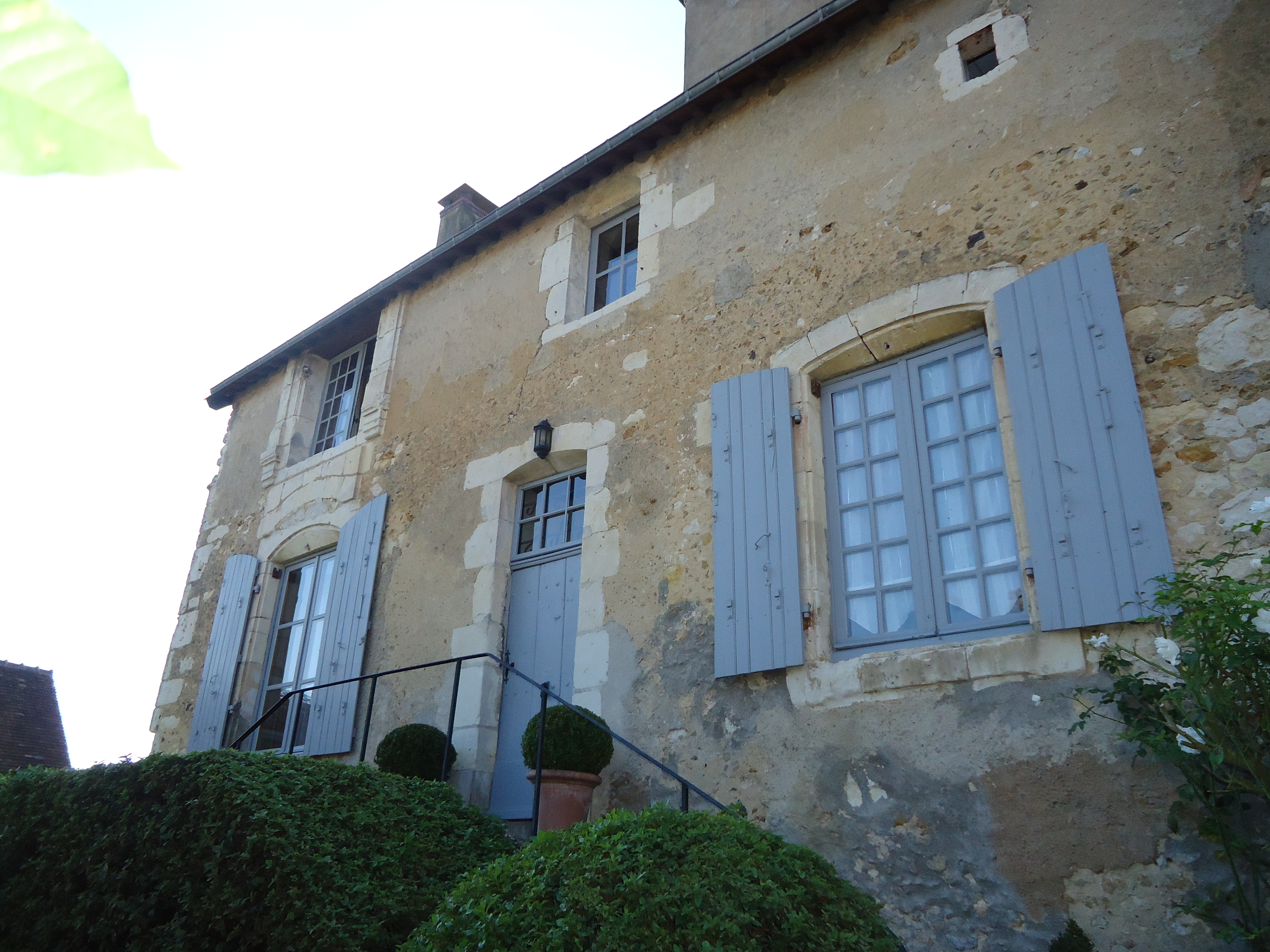
Alte Poststation

## Gemeindepartnerschaften
Mit der französischen Gemeinde Marigné-Peuton im Département Mayenne besteht eine Gemeindepartnerschaft.